# 社員 (テレビ制作会社)
株式会社社員（しゃいん、Shine）は、テレビ番組の企画制作を行う制作プロダクションである。
元ニッポンクリエイティブビジョン（NCV）のプロデューサーの寺本俊司が独立して設立。

## 所在地
- 東京都港区六本木4-10-12　ザ・チューブ六本木ビル4F

## 所属スタッフ
- 寺本俊司（代表者兼チーフプロデューサー担当/NCV⇒）
- 古殿香織（プロデューサー）
- 黒崎則子（アシスタントプロデューサー）

## 主な制作番組

### 現在
- 住まいのダイエット（ABC制作・テレビ朝日系）
- 大改造!!劇的ビフォーアフター（ABC制作・テレビ朝日系）　- 年数回特番放送
- 世界の子供がSOS!THE★仕事人バンク マチャアキJAPAN（ABC制作・テレビ朝日系） - 年1回特番放送

### 過去
- 年末ジャンボ生特番!憲武・ヒロミとゆかいな仲間がテレビでやりたかったこと50（朝日放送制作・テレビ朝日系）
- ASAYAN（テレビ東京系）
- 笑いの金メダル（朝日放送制作・テレビ朝日系）
- グッピー!!（よみうりテレビ制作）
- バック・トゥ・ザ・フーズ（日本テレビ系）
- 今夜は芸人が超本気!最強デュエット歌合戦（日本テレビ系）
- 笑いの祭典 ゴールドステージ!!（日本テレビ系）
- ナンシーさん 〜グッズ一家の快適生活〜（朝日放送）